# Ionel Drâmbă
Ionel Alexandru "Ion" Drâmbă (Drîmbă) (* 18. března 1942 Temešvár, Rumunsko – 2006 Brazílie) byl rumunský sportovní šermíř, který kombinoval šerm fleretem s šavlí. Rumunsko reprezentoval v šedesátých letech. Od roku 1970 žil v exilu v Západním Německu a později na americkém kontinentě. Na olympijských hrách startoval v roce 1960, 1964 a 1968. V soutěži jednotlivců získal na olympijských hrách 1968 zlatou olympijskou medaili v šermu fleretem. S rumunským družstvem fleretistů vybojoval v roce 1967 titul mistrů světa.